# La gemella cattiva
La gemella cattiva è un film per la televisione del 2018.

## Trama
Kendra Walker è una donna felice di circa trentacinque anni. Sposata con Dane, un architetto di successo, sta per ricevere un premio come miglio insegnante dell'anno. Kendra è stata adottata all'età di tre anni dalla signora Janet Collins che si è rivelata una madre premurosa. Tuttavia non è a conoscenza che ha una gemella di nome Amber, che è rimasta in orfanotrofio fino al compimento dei diciotto anni, non è mai stata adottata e ora è una criminale che vive di furti. Amber, che si ricorda ancora di Kendra, trova un giornale in cui c'è la foto della gemella. Quindi Amber inizia a fantasticare una vita alternativa, così decide di voler prendere il posto di Kendra ad ogni costo.